# Transall C-160
El Transall C-160 (también llamado C.160) es un avión de transporte táctico desarrollado por un consorcio de fabricantes aeronáuticos franceses y alemanes para las fuerzas aéreas de  Francia, de Alemania y de Sudáfrica. El C-160 va a ser reemplazado en servicio de Francia y Alemania por el Airbus A400M Atlas, recientemente desarrollado.

## Historia

### Orígenes
Los orígenes del C-160 Transall europeo y del C-130 Hércules de EE. UU. son similares. En los años 50 estaban claras las ventajas de reemplazar los aviones de carga en servicio propulsados por motores a pistón, cuyas carencias habían sido puestas en evidencia, por aeronaves de nueva generación y propulsadas por motores de turbinas. A fines de la década de 1950, surgió el requisito de reemplazar los transportes Nord Noratlas con motor de pistón operados por las fuerzas aéreas de Francia (Armée de l'Air) y Alemania (Luftwaffe). Deseoso de alentar la cooperación industrial entre los dos países, como había sucedido en virtud de un acuerdo anterior en el que Noratlases para el servicio alemán había sido construido bajo licencia por Weser Flugzeugbau, Francia y Alemania firmaron un acuerdo para el desarrollo de un sucesor de Noratlas el 28 de noviembre. 1957. El gobierno italiano también se involucró en el proyecto desde el principio para cumplir con sus propios requisitos, sin embargo, la participación de Italia en el programa incipiente se terminó pronto a favor del que luego sería el Fiat G.222, más pequeño y construido localmente.
El consorcio, "Transporter-Allianz" o Transall, se formó en enero de 1959 entre la empresa francesa Nord Aviation y las empresas alemanas Weser Flugzeugbau (que se convirtió en Vereinigte Flugtechnische Werke (VFW) en 1964) y Hamburger Flugzeugbau (HFB) para diseñar y construir el nuevo transporte. Se requirió que el nuevo avión transportara una carga de 16 000 kg (35 000 lb) en un rango de 1720 km (930 nmi; 1070 mi) o una carga de 8000 kg (18 000 lb) en un rango de 4540 km (2450 nmi; 2820 mi ) y poder operar fuera de pistas de aterrizaje semipreparadas. Cada uno de los socios de producción construyó un prototipo, con el primero (construido por Nord) volando el 25 de mayo de 1963, con los prototipos construidos por VFW y HFB el 25 de mayo de 1963 y el 19 de febrero de 1964. A estos les siguieron seis ejemplos de producción, estirados en 51 cm (20 pulgadas) en comparación con los prototipos, que volaron entre 1965 y 1966.

### Producción
Los pedidos de producción se retrasaron por los intentos de Lockheed de vender su transporte C-130 Hercules a Alemania; estos intentos fueron rechazados, y se firmó un contrato para 160 C-160 (110 para Alemania y 50 para Francia) el 24 de septiembre de 1964. El trabajo de fabricación se dividió entre Alemania y Francia de acuerdo con el número de pedidos realizados; Nord construyó las alas y las góndolas del motor, VFW el fuselaje central y la cola horizontal, y HFB el fuselaje delantero y trasero. La aleta trasera del avión debía ser construida por Dornier. Se establecieron tres líneas de producción para ensamblar estos componentes en cada uno de los tres socios principales.
Los primeros aviones de producción se entregaron a Francia y Alemania a partir de 1967. El primer lote incluyó 110 C-160D para la Fuerza Aérea Alemana (Luftwaffe), 50 C-160F para la Fuerza Aérea Francesa y nueve C-160Z para el Fuerza Aérea Sudafricana. Cuatro C-160F se convirtieron en aviones de transporte de correo aéreo C-160P y fueron operados por la Fuerza Aérea Francesa. La producción continuó hasta octubre de 1972.
En julio de 1977, Francia hizo un pedido para construir 25 aviones con un estándar mejorado. El trabajo de producción para la nueva variante se dividió 50-50 entre Aérospatiale (el sucesor de Nord) y MBB (que había absorbido VFW y HFB), con una sola línea de montaje en Toulouse. La puerta de carga en el babor del fuselaje fue reemplazada por la provisión de tanques de combustible adicionales en la sección central del ala. Cuando se instalaron, estos tanques aumentaron la capacidad de combustible de 19 000 l (4190 imp gal) a 28 000 l (6170 imp gal). Los aviones también fueron equipados con aviónica actualizada. La primera generación del C-160 despegó en 1981. La aeronave producida en este lote incluía 29 para Francia (se construyeron cuatro aviones no estándar adicionales para misiones especiales) y 6 para Indonesia.

## Características de diseño

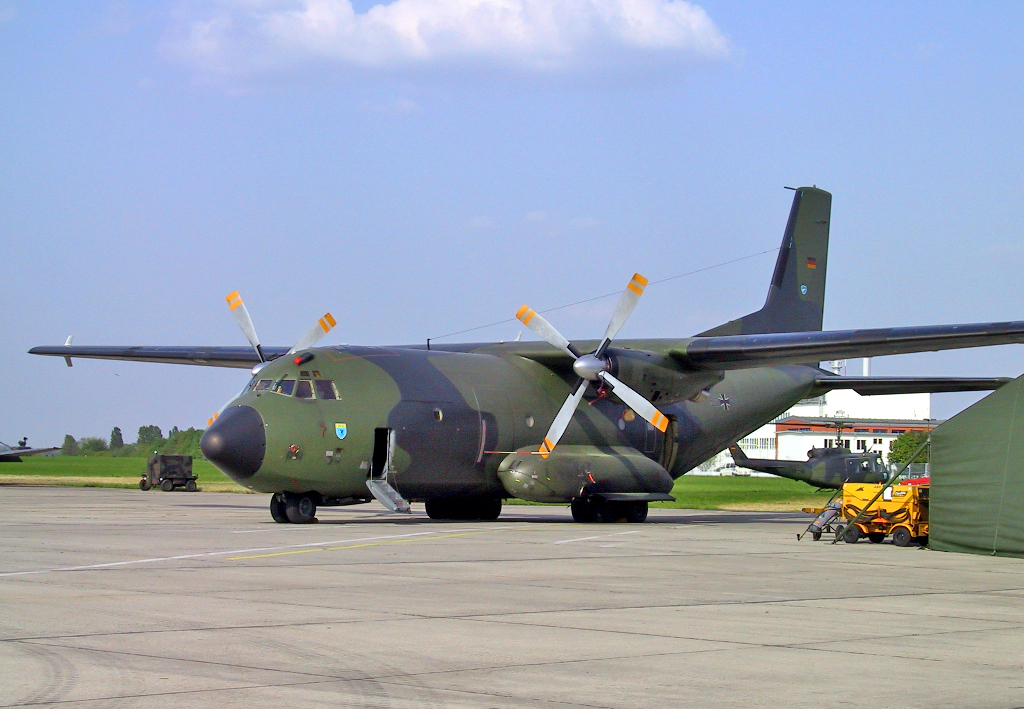
C-160 Transall de la Luftwaffe en la Exhibición Aeroespacial Internacional (ILA) de 2002.

El Transall C-160 es un transporte táctico bimotor con una bodega de carga, una rampa de acceso trasero debajo de una cola levantada, un ala montada en alto y motores de turbohélice. El C-160 está diseñado para realizar tareas de transporte de carga y tropas, entrega aérea de suministros y equipos y está diseñado para ser compatible con los medidores de carga ferroviarios internacionales para simplificar la logística de carga y la carga. en vuelo, el área de carga se presuriza y se mantiene a una temperatura constante mediante sistemas integrados de aire acondicionado.
Además, el tren de aterrizaje se puede retraer parcialmente mientras está en el suelo. Esto baja el C-160, lo que hace que sea más fácil mover vehículos a la bodega ya que no necesitan subir una rampa.
Un aspecto del C-160 que hizo que el tipo se adaptara bien a las operaciones tácticas fue el rendimiento corto del campo de aviación del tipo; incluida la capacidad de realizar descensos empinados de hasta 20 ° y realizar aterrizajes en pistas de aterrizaje tan cortas como 400 m. En el papel de transporte aéreo, una producción posterior C-160 podría transportar hasta 8,5 toneladas a través de una distancia de 5000 km y despegar desde pistas de aterrizaje tan cortas como 700 m. Dependiendo de la configuración de la aeronave, una sola aeronave podría lanzar hasta 88 paracaidistas o transportar hasta 93 soldados y su equipo.
El C-160 funciona con un par de motores de turbohélice Rolls-Royce Tyne, que maneja un par de hélices Dowty Rotol de cuatro palas. Las ventajas de la configuración de dos motores sobre cuatro incluyen unidad reducida y costo de producción, menor peso y consumo de combustible, diseño simplificado y confiabilidad. Cada motor está equipado con un sistema generador auxiliar que proporciona electricidad y presión hidráulica a la aeronave. Se utiliza una unidad de potencia auxiliar (General Electric CJ610) para alimentar la aeronave mientras está en tierra y para un uso poco frecuente en emergencias en el aire.

### Actualizaciones y mejoras
Una segunda generación actualizada del C-160 se produjo durante la década de 1980. Entre los cambios realizados, la nueva variante estaba equipada con tanque de combustible adicional, sondas de reabastecimiento de combustible aéreo y aviónica mejorada. Si bien hubo cambios considerables en la instrumentación, incluidos los sistemas de navegación y piloto automático, el C-160 de segunda generación retuvo las características operativas originales para simplificar las transferencias de la tripulación entre los tipos. Los C-160 de segunda generación también fueron diseñados para una posible adaptación a otros roles, como la patrulla marítima y la lucha contra incendios aéreos.
El C-160 demostró ser un avión versátil, lo que lleva a una larga vida útil operativa. Entre su introducción y 1999, se incorporaron aproximadamente 2000 modificaciones y actualizaciones sobre el tipo, divididas 60/40 entre la estructura y el equipo, respectivamente. Se hicieron muchos cambios a lo largo del tiempo en lo que respecta a la aviónica del avión, incorporando nuevas características como GPS y sistemas de navegación inercial con láser, piloto automático moderno y sistemas de gestión de la tripulación.
Otras mejoras y adiciones al tipo incluyen armadura de kevlar, sistemas de gestión de guerra electrónica, dispensadores de chaff/bengalas, sistemas de advertencia de aproximación de misiles y sistema de advertencia de colisión TCAS. Tanto Francia como Alemania han realizado grandes esfuerzos para extender la vida útil operativa del avión hasta, y si es necesario, más allá de 55 años hasta 2018. En 2003–2004, Alemania firmó contratos separados con Terma A/S y Northrop Grumman para mejorar la guerra electrónica del avión, autoprotección y sistemas de alerta de aproximación de misiles.

## Operadores

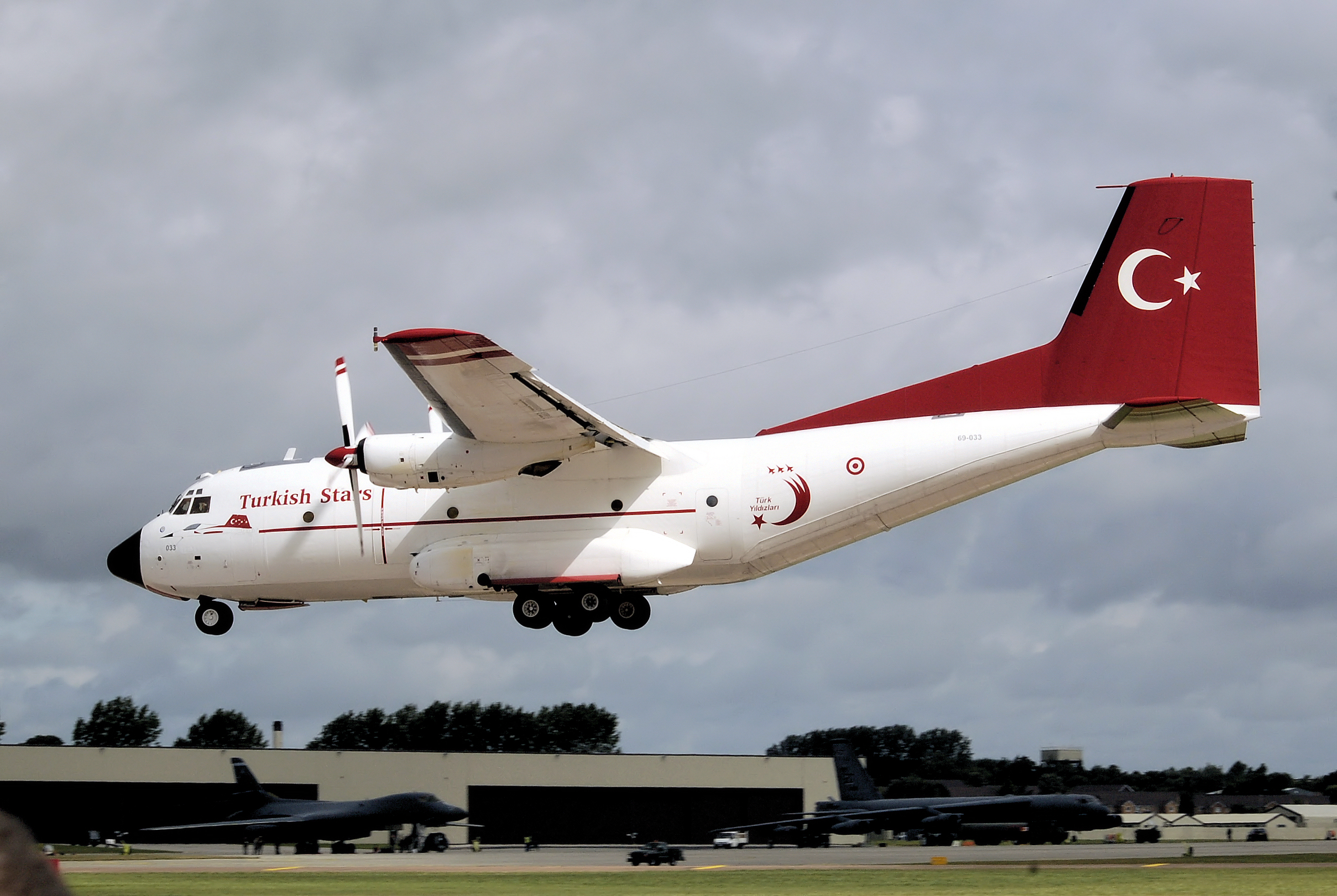
Transall C-160D de la Fuerza Aérea Turca.

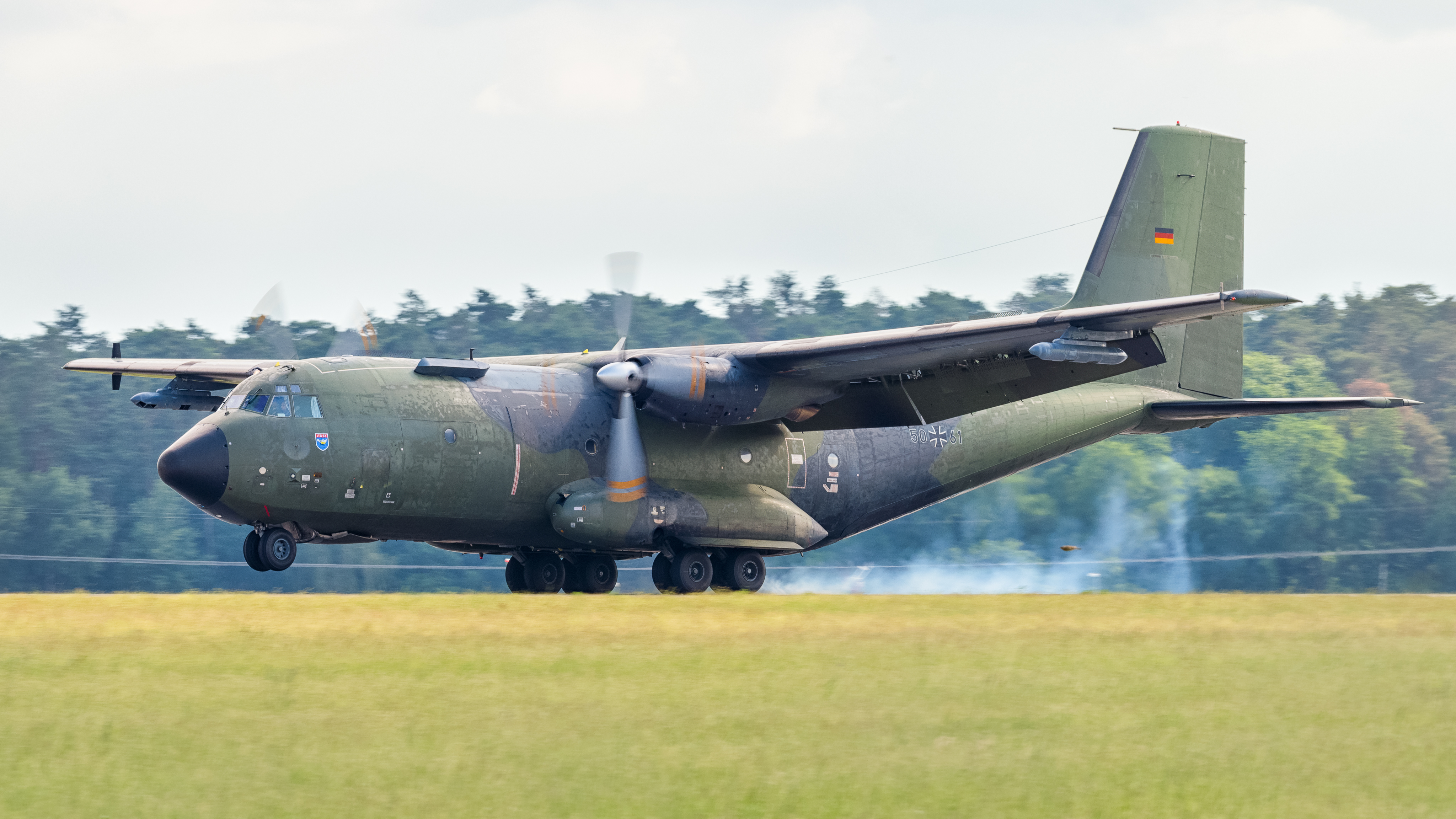
Un Transall C-160 de la Luftwaffe.

### Operadores militares
Alemania
- Luftwaffe

 Francia
- Fuerza Aérea Francesa

 Sudáfrica
- Fuerza Aérea Sudafricana

 Turquía
- Fuerza Aérea Turca

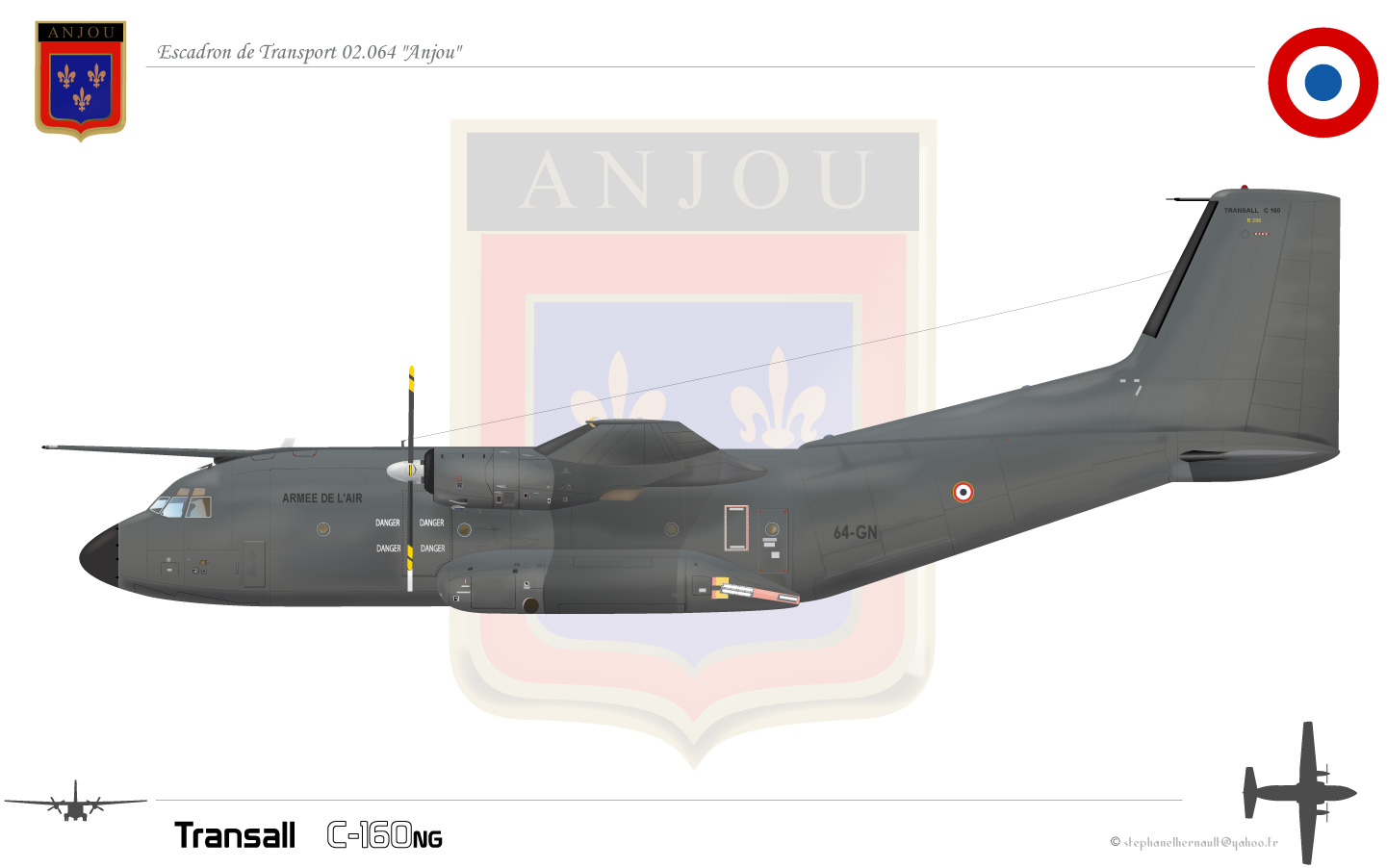
Transall C160 NG  escadron "ANJOU"
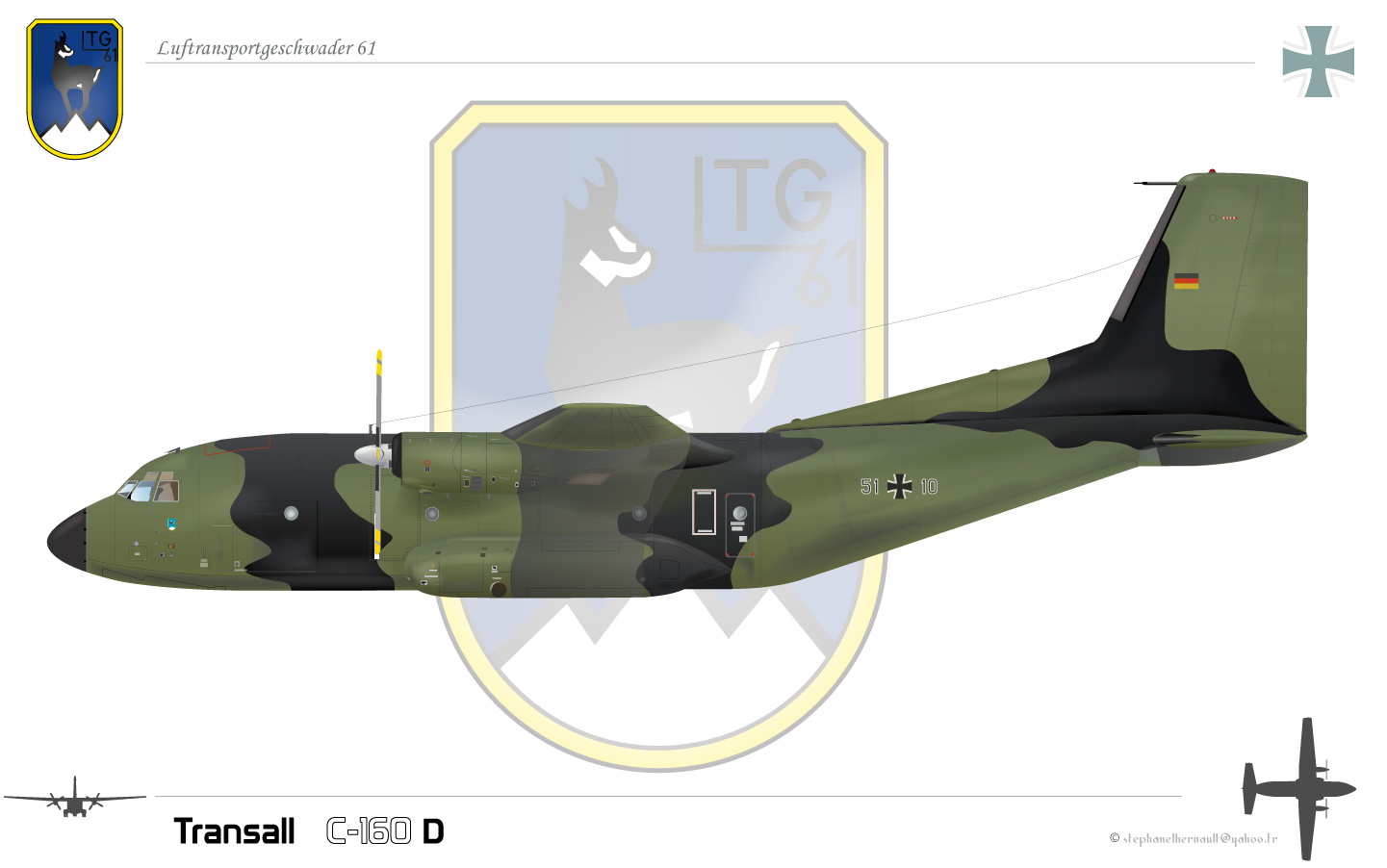
Transall C160 D  LTG 61 Luftwaffe
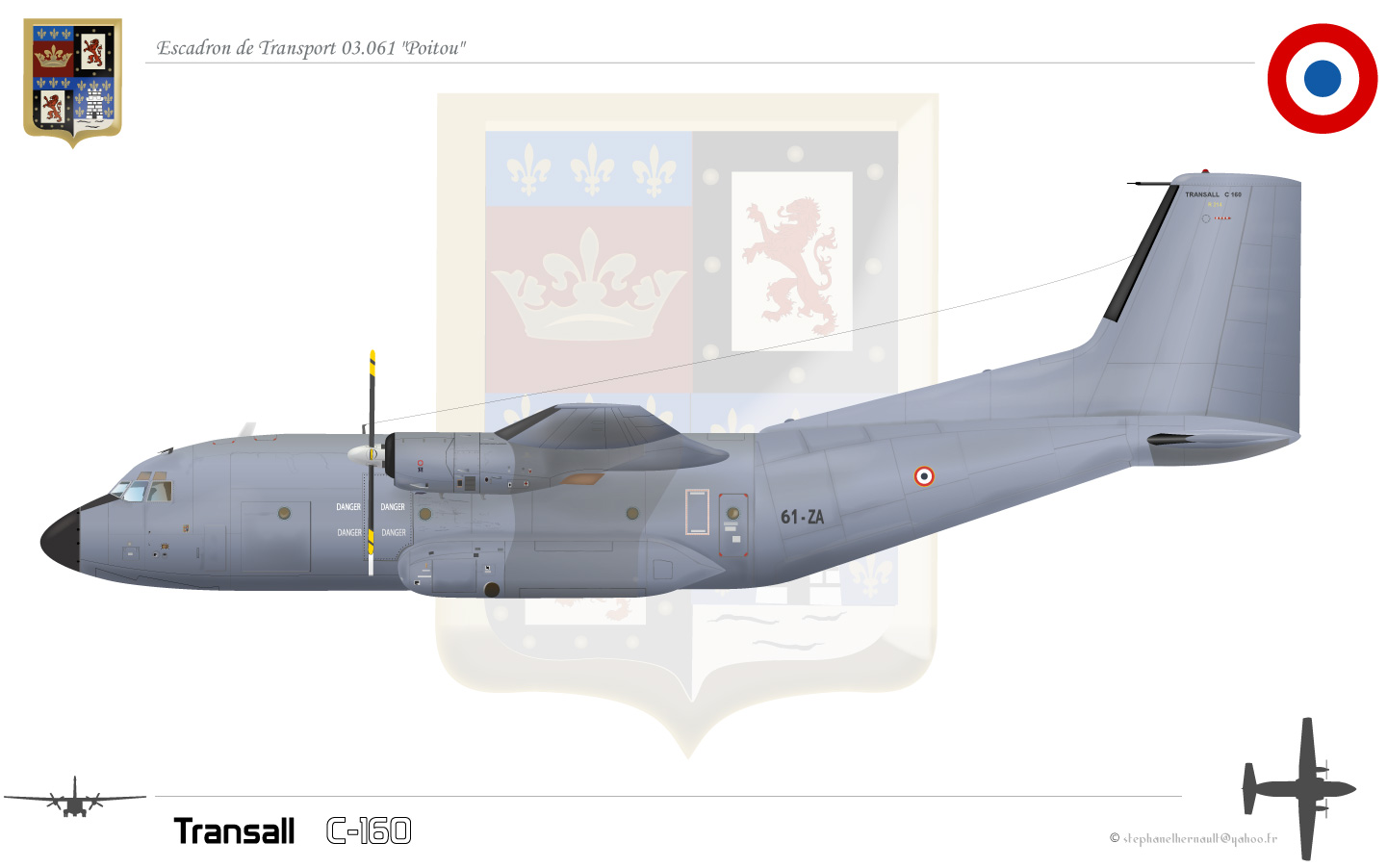
Transall C160 F escadron "Poitou"

### Operadores civiles
Francia
- Air France para el servicio postal francés.

 Indonesia
- Manunggal Air Service.

 Suiza
- Balair

 Australia
Wieland Aviation Group

## Historia operacional

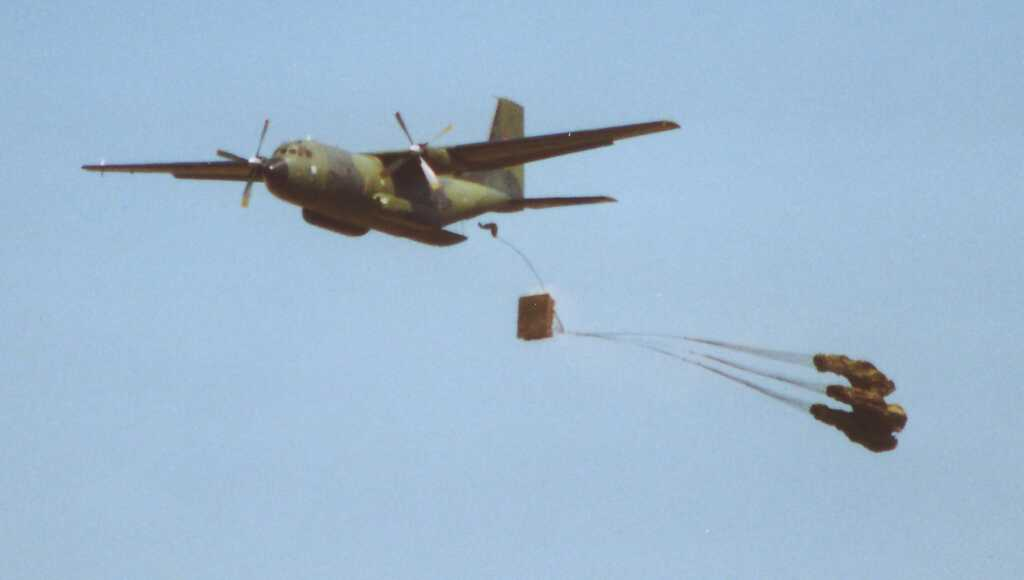
Un Transall C-160 alemán de la Luftwaffe lanzando carga.

En abril de 1976, la Fuerza Aérea francesa utilizó 12 C-160 en apoyo de la Operación Verveine, transportando tropas y equipos marroquíes a Zaire durante un conflicto fronterizo con Angola. En mayo de 1978, varios C-160 lanzaron paracaidistas de la Legión Extranjera francesa durante la Batalla de Kolwezi.
En 1977, la Fuerza Aérea Francesa ordenó una versión actualizada denominada C-160NG, para Nouvelle Génération ("Nueva Generación"). Desde 1981, se entregaron 29 de estos aviones, la mitad de ellos configurados como aviones cisterna para reabastecimiento de combustible aéreo. Otros cuatro se configuraron como aviones C-160H Astarté TACAMO para la comunicación con submarinos sumergidos, un componente vital del sistema de disuasión nuclear de Francia.
En una conversión final, se proporcionaron dos aviones para vigilancia electrónica SIGINT, designados C-160G Gabriel, en reemplazo de las Noratlases que habían estado en este rol anteriormente. En operaciones de rutina, los C-160G a menudo complementan el avión francés Boeing E-3 Sentry AWACS. En 1991, se desplegó un C-160G equipado con SIGNIT como parte de la contribución de Francia a las fuerzas de la Coalición durante y después de la Guerra del Golfo para apoyar una zona de exclusión aérea y el embargo de Irak.
Los C-160 estaban en uso continuo para apoyar bases francesas en África subsahariana; Las variantes de los petroleros también demostraron ser valiosas para apoyar las operaciones africanas. La flota C-160 fue el elemento básico de la capacidad del transporte aéreo militar francés durante muchos años, complementada por un pequeño número de McDonnell Douglas DC-8, CASA CN-235 y Lockheed C-130 Hercules a partir de 1990.
Durante la Guerra de la Frontera de Sudáfrica, a fines de la década de 1980, los C-160 de la Fuerza Aérea de Sudáfrica fueron vitales para desplegar y suministrar tropas en la región fronteriza y en posiciones en el sur de Angola debido al terreno de otro modo intransitable. La importancia del poder aéreo en la guerra llevó a que gran parte de los combates se centraran en pistas de aterrizaje remotas, ambas partes intentaban obtener o negar las mismas posiciones ventajosas y poner énfasis en los esfuerzos logísticos de la fuerza contraria. En una misión en particular, se utilizó un C-160 para mover un SA-8 capturado de Angola a Sudáfrica. El C-160 fue elegido para esta tarea sobre el C-130 debido a su bodega de carga más grande y su capacidad para bajar su casco mientras está en el suelo, lo que facilitó la carga del vehículo pesado.
El C-160 ha sido un componente destacado de varios otros esfuerzos internacionales. La flota C-160 de Alemania se ha utilizado para apoyar los esfuerzos de mantenimiento de la paz en Sudán, también se envió un destacamento regular de C-160 en apoyo de la presencia multinacional de la Fuerza Internacional de Asistencia para la Seguridad en Afganistán. Tanto los C-160 franceses como los alemanes se utilizaron para apoyar la Operación Serval, la intervención dirigida por los franceses en el conflicto del norte de Malí. Con fines humanitarios o militares, los C-160 han llevado a cabo amplias operaciones en una serie de países, incluidos Mauritania, Níger, Chad, Etiopía, Bosnia y Líbano.
A partir de 1984 en adelante, las células alemanas se sometieron a medidas de extensión de vida LEDA I y LEDA II, que se centraron en las alas. Los programas posteriores llevados a cabo en la década de 1990, como LEDA III, se concentraron en toda la estructura de la aeronave; elevando la vida útil de la célula de 8000 a 12 000 vuelos e introduciendo nuevos sistemas de aviónica como un sistema de autodefensa y un sistema de gestión de vuelo de reemplazo.
De 1994 a 1999, todos los C-160 franceses se sometieron a una actualización de aviónica y a la adición de nuevas contramedidas antimisiles. Los C-160F y NG así actualizados se rediseñaron como C-160R (Renové— "renovado"). En 2009, el Ministerio de Defensa francés anunció una modernización de la flota C-160, permitiéndole continuar en servicio hasta 2018 si es necesario.
A finales de 2011, se anunció que la flota Transall de Alemania había acumulado un total combinado de un millón de horas de vuelo. A partir de 2012, la flota global C-160 se acercaba al final de su vida útil; todos los C-160 sudafricanos ya han sido retirados, mientras que la Fuerza Aérea de Turquía continuó operando 20 aviones obtenidos de Alemania (C-160T). Para reemplazar el Transall, las Fuerzas Aéreas alemanas, francesas y sudafricanas ordenaron 60, 50 y ocho Airbus A400M, respectivamente; El orden sudafricano fue posteriormente cancelado. 
En 2015, se anunció que el retiro de la flota Transall de Alemania se había retrasado de 2018 a 2021 debido a retrasos con el Airbus A400M; hasta 2021, un número decreciente de aeronaves permanecerá en servicio para realizar misiones que requieren el conjunto de autoprotección de Transall.

## Especificaciones (C-160)

### Características generales
- Tripulación: 5
- Capacidad: 

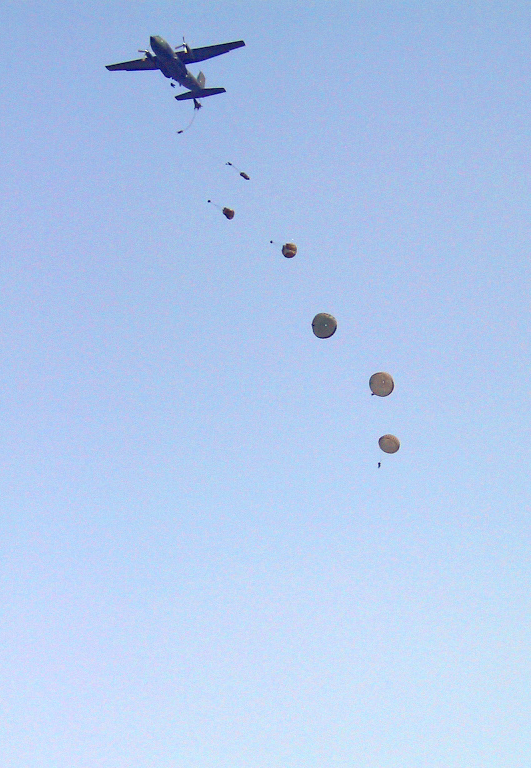
Paracaidistas saltando desde un C.160.

  - Transporte de tropas: 93 soldados o 61-88 paracaidistas.
  - Evacuación médica: 62 camillas.
- Carga: 16 000 kg (35 264 lb)
- Longitud: 32,4 m (106,3 ft)
- Envergadura: 40 m (131,2 ft)
- Altura: 12,4 m (40,6 ft)
- Superficie alar: 160 m² (1722,3 ft²)
- Peso vacío: 29 000 kg (63 916 lb)
- Peso cargado: 46 000 kg (101 384 lb)
- Peso máximo al despegue: 51 000 kg (112 404 lb)
- Planta motriz: 2× turboprop Rolls-Royce Tyne RTy.20 Mk 22.
  - Potencia: 4487 kW (6016 HP; 6100 CV) cada uno.
- Hélices: 1× cuatripala por motor.
- Peso máximo al aterrizaje: 47.000 kg

### Rendimiento
- Velocidad máxima operativa (Vno): 513 km/h (319 MPH; 277 kt)
- Alcance: 1850 km (999 nmi; 1150 mi)
- Radio de acción: km
- Alcance en combate: km
- Alcance en ferry: km
- Techo de vuelo: 8230 m (27 001 ft)
- Régimen de ascenso: 2 m/s (396 ft/min)

### Aeronaves similares
- Antonov An-12
- Antonov An-26
- EADS CASA CN-235
- EADS CASA C-295
- C-130 Hercules
- Shaanxi Y-8
- Kawasaki C-1